# Alejandro Virasoro

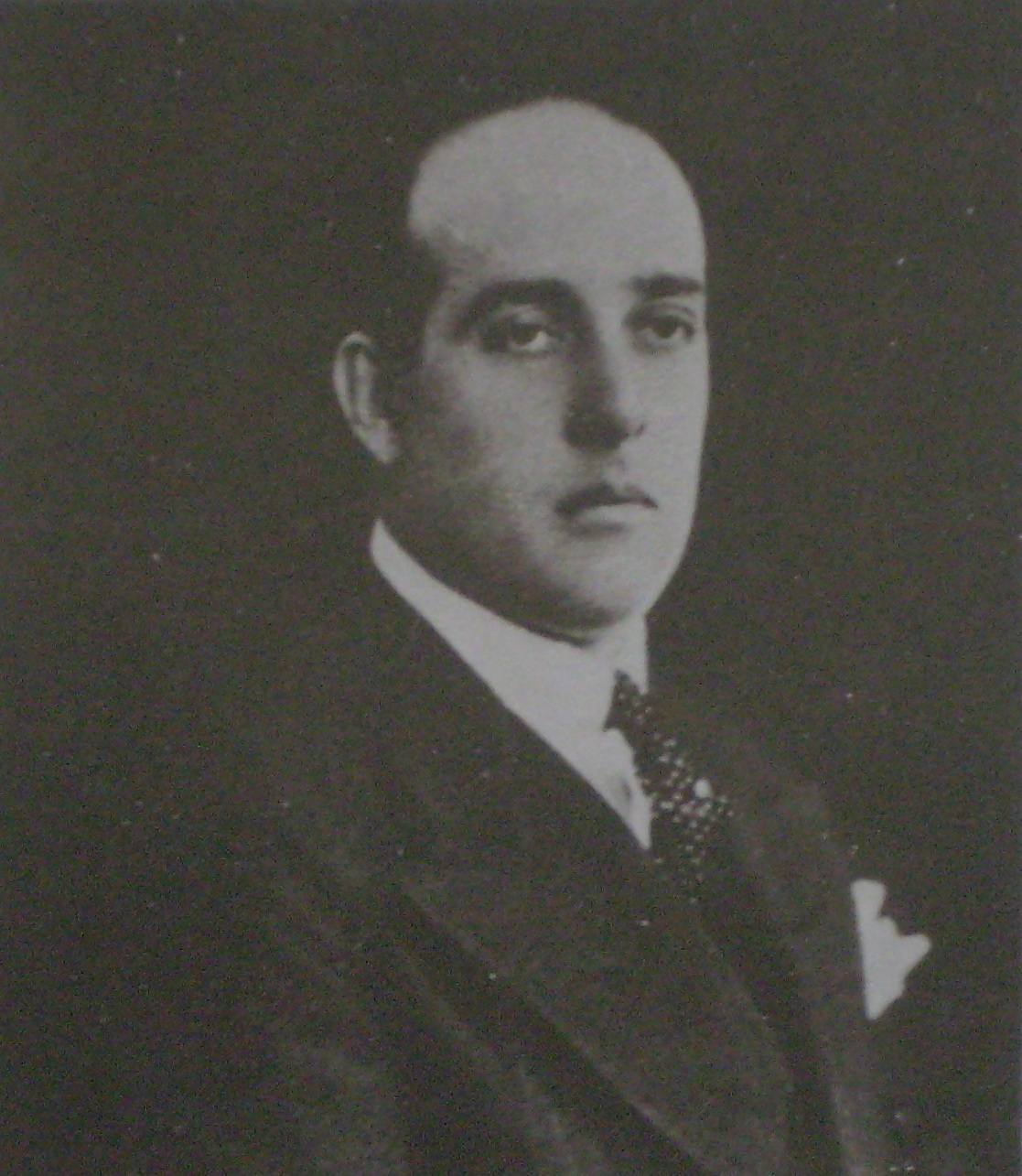
Alejandro Virasoro

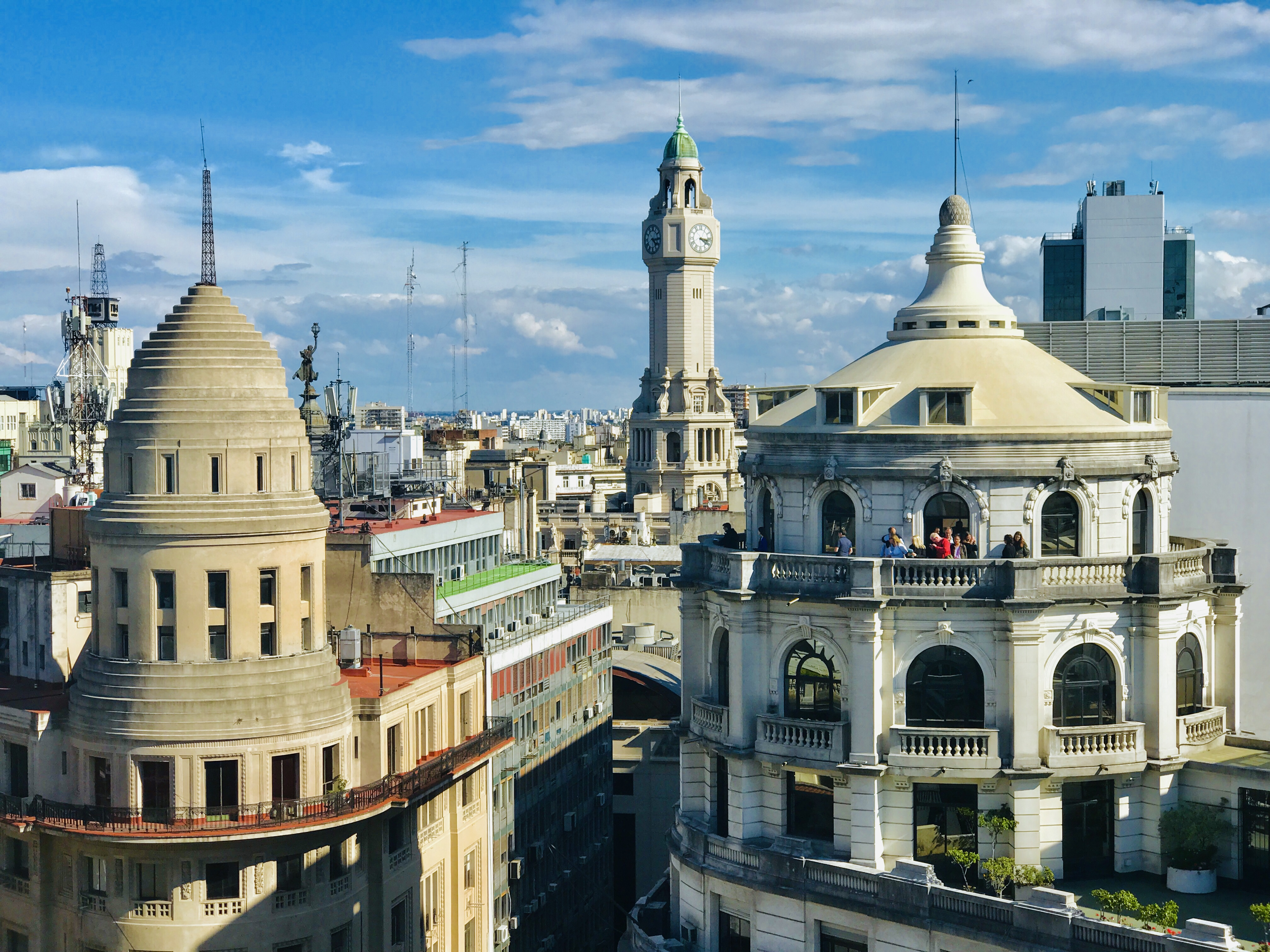
Cúpula de la Equitativa del Plata, obra de Alejandro Virasoro, ubicada en la esquina sudeste de la calle Florida y la avenida Roque Sáenz Peña.

Alejandro Virasoro (1892 - 1978) fue un prolífico arquitecto y constructor argentino reconocido como figura principal del estilo art déco en su país. Sus obras más notables en Buenos Aires son La Equitativa del Plata, el Banco El Hogar Argentino y la Casa del Teatro. También realizó numerosos trabajos en Mar del Plata, Rosario y Tucumán.

## Vida
Alejandro Virasoro Lastra nació en 1892, hijo de Alejandro Virasoro González y María Ángela Victoria Lastra Saubidet. Era nieto del caudillo correntino José Antonio Virasoro.
Cuando terminó la primaria, en el Colegio del Salvador, decidió que quería ser arquitecto, pero ante la oposición paterna, se trasladó a San Luis. Al regresar, con quince años, insistió con firmeza y logró ingresar a la Escuela de Arquitectura de la Universidad de Buenos Aires, fundada por Alejandro Christophersen en 1901. Allí tuvo como maestro a Julio Dormal, quien se opondría rotundamente a permitirle rendir el examen final un año antes, para poder ingresar a trabajar en el estudio de Arturo Prins. Su examen fue exhibido ante un jurado conformado entre otros por Dormal y por Eduardo Le Monnier, y terminó aprobado.
Ya en el estudio de Prins, Virasoro entró a competir con otro arquitecto empleado, Mario Palanti, con el cual terminarían siendo amigos. Pero al poco tiempo, se escindió y comenzó su propio emprendimiento. Con el nombre Viribus Unitis ("Con las fuerzas unidas"), abarcó las ramas de proyecto, decoración y construcción; una conjunción poco común en esa época. La empresa de Virasoro llegó a emplear a 1.500 obreros, brindándoles una serie de comodidades inusuales, como comidas y fin de semana libre.
Se casó con Juana María Basavilbaso López, con la cual tuvo ocho hijos. Realizó sus mayores y más recordadas obras en la segunda mitad de la década de 1920. En 1927 llegó a presentar una propuesta para el nuevo edificio unificado de la Casa Central del Banco Nación, con el aspecto de una pirámide escalonada de influencia azteca, pero no fue concretado.
Pero la Crisis de 1930 afectó seriamente a su trabajo y a su empresa, que no pudo sostener y debió cerrar. Además levantó su estudio y vendió su propia casa, pasando una década de dificultades económicas en la cual no encontró la confianza de sus proveedores, clientes y colaboradores; y de la cual resurgió recién en 1940. En 1950, delegaría la dirección de su estudio a sus hijos; y en esos años, por razones personales, se trasladó a la ciudad bonaerense de Mar del Plata, balneario en donde realizó muchas obras. 
Durante su etapa porteña vivió en la casa de la calle Agüero 2038, ya mencionada, que proyectó para sí mismo y construyó en 1925. Cuando se trasladó a Mar del Plata residió en otra casa suya, en Boulevard Peralta Ramos 1531.
Más tarde, al regresar a su ciudad, continuó construyendo sobre todo edificios de departamentos. En uno de ellos, en Agote 2437, se instaló hasta su muerte en 1978. Recién en 1969 un pequeño libro realizado por José_María_Peña|José María Peña y José Xavier Martini le dio por primera vez un homenaje y buscó encontrarle un lugar en la historia de la arquitectura moderna argentina. 
En la actualidad el Estudio Virasoro continúa trabajando, ya en manos de sus nietos Pablo y Sebastián Virasoro.

## Estilo
En sus primeras obras, Alejandro Virasoro compartió el estilo predominante en Buenos Aires ya desde la década de 1880: el Beaux-Arts o "academicismo francés". Sin embargo, ante la influencia europea de la naciente corriente de renovación moderna, fue uno de los primeros arquitectos argentino que adoptó las características del estilo art déco, y se transformó en un ferviente promotor de la renovación. 
No le resultó sencillo, ya que en la Argentina los estilos europeos clásicos estaban muy establecidos. Por ejemplo, el afamado escritor Jorge Luis Borges calificó en su relato "Evaristo Carriego" a "(...) los reticentes cajoncitos de Virasoro, que para no delatar el íntimo mal gusto se esconde en la pelada abstención (...)". Por otro lado, se recuerda como se referían a su trabajo con el título de la novela Sin novedad en el frente, de Erich Maria Remarque. Solo en dos casos proyectó edificios de influencia francesa, por estricto encargo de sus propietarios (la residencia Lastra y el edificio de Ayacucho 1496, propiedad de su suegra).
Entre sus influencias para desarrollar su característico estilo, Virasoro ha mencionado los diseños de vestuario de Leon Bakst para el ballet Diaghilev, que lo llevaron por ejemplo a pintar su apartamento de colores vivos e intensos.
Ya retirado, descubrió que en los libros del matemático Matila Ghyka Esthétique des Proportions dans la Nature et dans les Arts ("Estética de las Proporciones en la Naturaleza y en las Artes", 1927) y Le Nombre d'Or ("El Número de Oro", 1931), se encontraban explicados los mismos conceptos que él había aplicado a la arquitectura de manera intuitiva, años antes.
Un detalle interesante de la carrera de Virasoro es su acercamiento a la vivienda social, buscando soluciones para la vivienda obrera económica. Un ejemplo de ello es su complejo habitacional proyectado en 1929 para la compañía de seguros "La Continental" en la localidad de Banfield en el Gran Buenos Aires, considerado por muchos especialistas como el primer caso argentino de construcción de viviendas prefabricadas.
Más tarde, sufrió la misma transición al racionalismo que muchos de sus colegas, y sus últimas obras en Mar del Plata y Buenos Aires muestran los rasgos comunes de la arquitectura moderna de vivienda de los años '50 y '60, momento en que el estudio era dirigido por sus hijos.

## Obras destacables

### Buenos Aires
- Galería Comercial Guido Spano, Avenida Santa Fe 2653, 1961
- Pabellones del Hospital Rawson. (junto a los arquitectos Raúl Passman, Eduardo Lagos y M. M. Calvo)
- Edificio de viviendas, en Guido 1529/1539
- Edificio de viviendas, en Gascón 346/348
- Mercado "Boedo", en Avenida Boedo 39/42
- Cine-Teatro "Once", en Avenida Rivadavia 2866. (Demolido)
- Cine "Capitol", en Avenida Santa Fe 1848. (Demolido)
- Depósito "Brenta y Roncoroni" (actual "Señor Tango"), en Vieytes 1645. (1923)
- Edificio de viviendas, en Lavalle 2089. (1923)
- Residencia (actual Club Sirio-Libanés), en Ayacucho 1496. (1923)
- Su propia residencia, en Agüero 2038 (1924/1925)
- Bóveda Defferari,[2] en el Cementerio de la Recoleta. (1924)
- Edificio de viviendas, en Avenida del Libertador, esquina con Libertad (sudoeste). (1925)
- Residencia en Avenida Caseros 715. (1926, Modificada)
- Banco El Hogar Argentino (actual Anexo del Banco Santander Río), en Bartolomé Mitre 575. (1926)
- Residencia de Enrique Lastra (Luego Embajada de Israel), en Arroyo 910. (1925, volada en un atentado terrorista en 1992)
- Residencia de Pedro Ganduglia, en Agüero 2024. (1927)
- Edificio de viviendas, en Avenida Callao 1405
- Residencia de Manuel González, en Avenida Figueroa Alcorta 3198. (Demolida)
- Edificio de viviendas, en Avenida Córdoba 3902/3908 (esquina Acuña de Figueroa)
- Edificio de viviendas, en Mario Bravo 513 (1928)
- 2 Edificios de viviendas, en Hipólito Yrigoyen 2966/2972. (1931)
- Sanatorio del Dr. de Cusatis, en Avenida Pueyrredón 845. (1932)
- Edificio de viviendas, en Avenida de mayo de 1123 y Rivadavia 1128
- Edificio sede de la Compañía de Seguros "La Equitativa del Plata" y oficinas de alquiler, en Avenida Roque Sáenz Peña 550. (1927/1929)
- Edificio de viviendas, en Riobamba 739
- Casa del Teatro y Teatro Regina, en Avenida Santa Fe 1235 (1927)
- Edificio de viviendas, en Avenida Las Heras 1681
- Residencia de Jaime Gaza, en República de Indonesia 26. (1929)
- Edificio Heinlein y Compañía, en Avenida Roque Sáenz Peña 636 (Director Técnico: Arq. Federico Laass)
- Edificio de viviendas, en Avenida del Libertador 2392. (1930)
- Edificio de viviendas, en República Árabe Siria 3310. (1930/1931)
- Edificio de viviendas, en Avenida Santa Fe 2972/2982
- Remodelación de la fachada del Pasaje Belgrano, en Bolívar 373
- Instituto Sagrado Corazón de Jesús, en Carlos Calvo 1559. (Demolido en 2010)
- Edificio de viviendas, en Sánchez de Bustamante 2286
- Edificio de viviendas, en Avenida Santa Fe 3465
- Vivienda en Avenida del Libertador 2954.
- Edificio de viviendas, en John F. Kannedy 2874. (1943, Demolida)
- Edificio de viviendas, en Agote 2437. (1953)
- Edificio de viviendas, en Cerviño 3955
- Edificio de viviendas, en Agüero 1872. (1957)
- Edificio de viviendas, en Montevideo 1442. (1957)
- Edificio de viviendas, en Avenida Pueyrredón 1480. (1957)
- Edificio de viviendas, en Avenida Santa Fe 836/840. (1958)
- Edificio de oficinas, en Juncal 3156. (1958)
- Edificio de viviendas, en Avenida Coronel Díaz 1432. (1961)
- Residencia en Cachimayo 553, CABA. (1920)
- Casa de tres pisos, Emilio Mitre 91, CABA.

### Mar del Plata
- Sucursal de Gath y Chaves, en San Martín 2401 (esq. Santa Fe). (Demolida)
- Edificio "Mondave" (Monsarch, Dazeo y Veramendi) de viviendas, Avenida Colón 1401
- Bóveda Cremonte, en el Cementerio de La Loma
- Bóveda Queirolo, en el Cementerio de La Loma

### Tucumán
- Palacio de Correos
- Banco de la Provincia de Tucumán

## Galería de imágenes

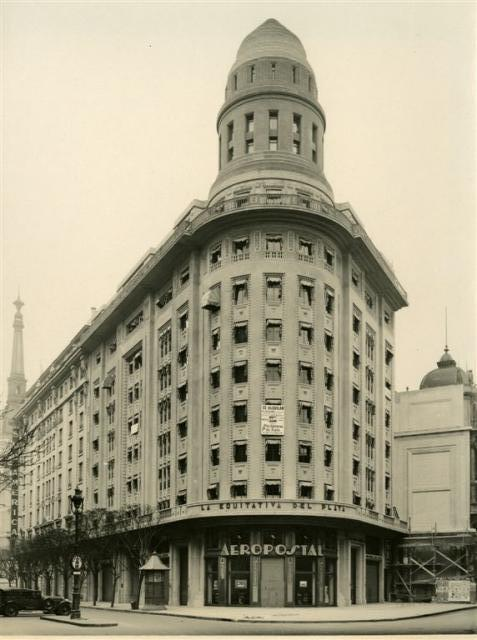
La Equitativa del Plata
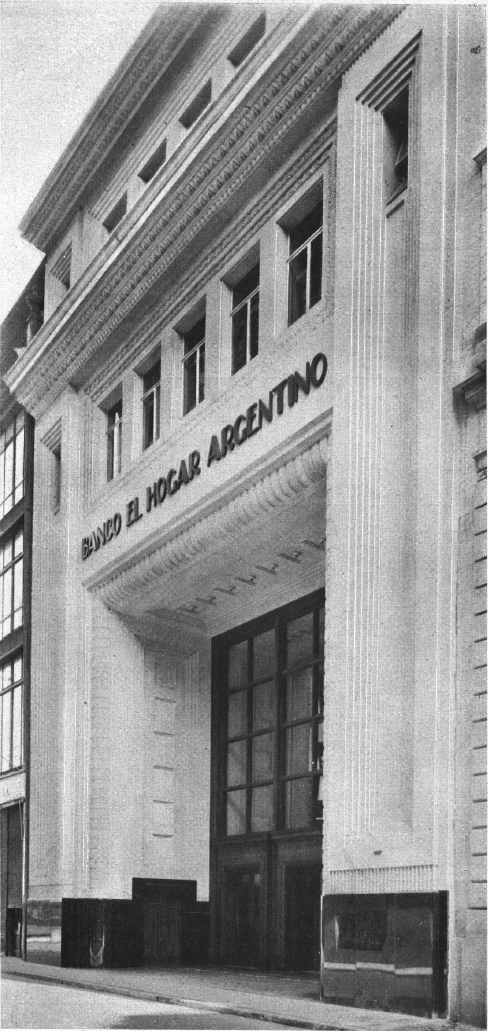
Banco El Hogar Argentino
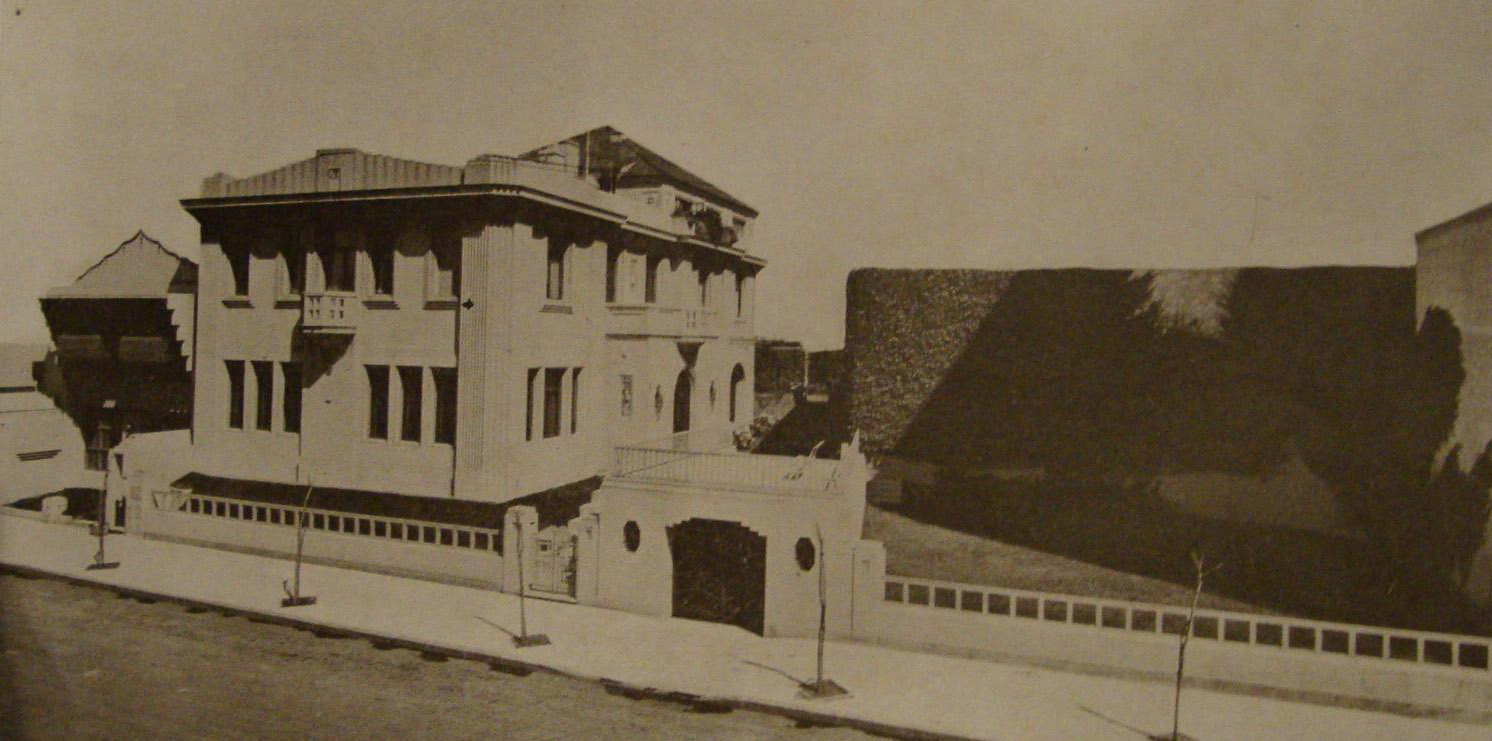
La residencia y estudio de Virasoro, en 1930
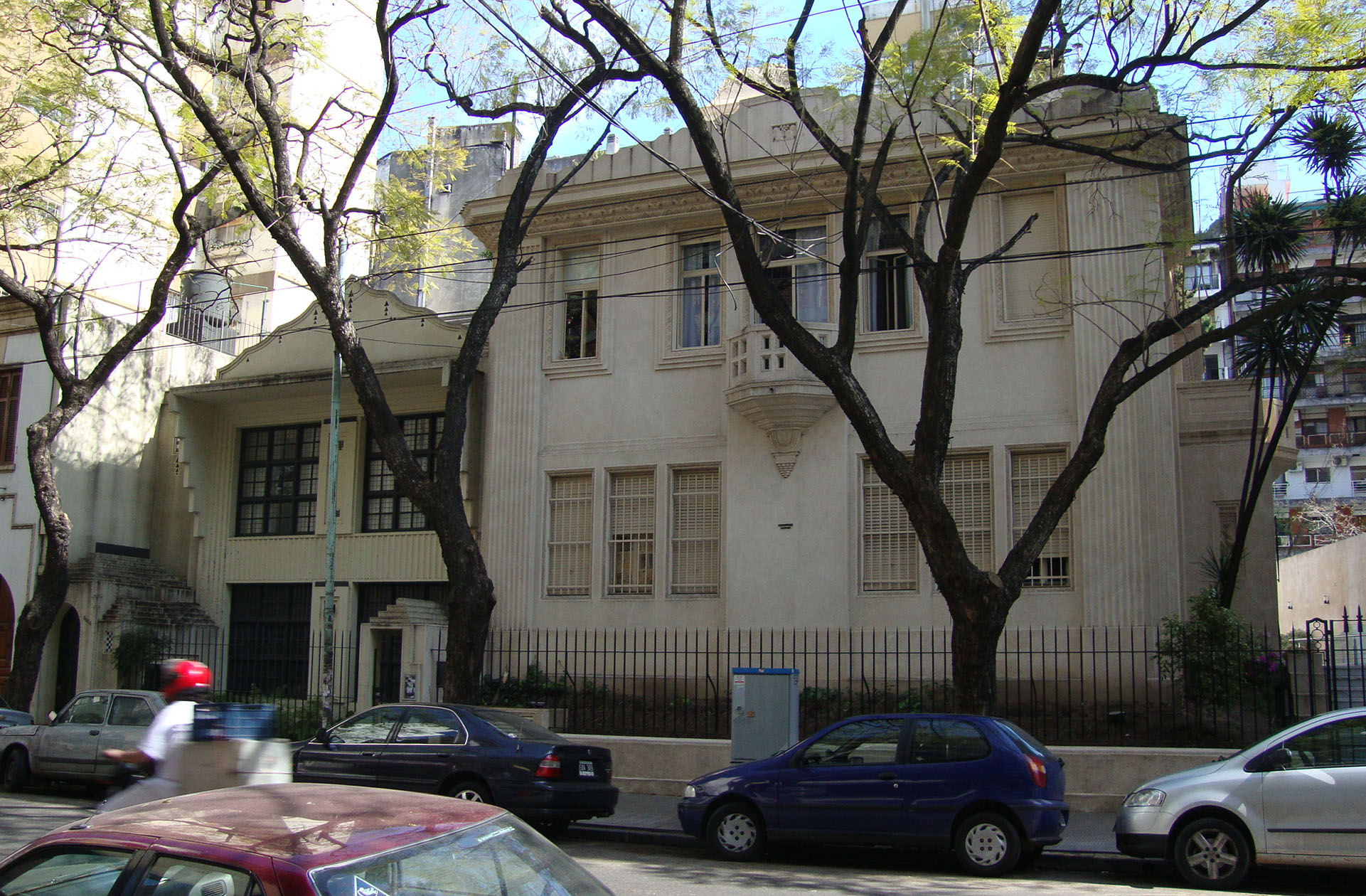
La Residencia de Virasoro (derecha) junto a la que diseñó para Pedro Ganduglia (izquierda)
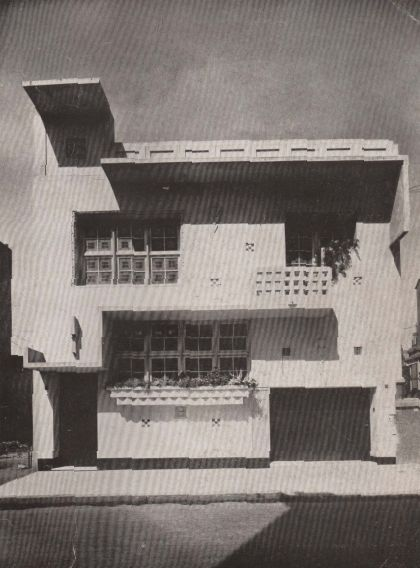
La casa de Jaime Gaza (Indonesia 26)
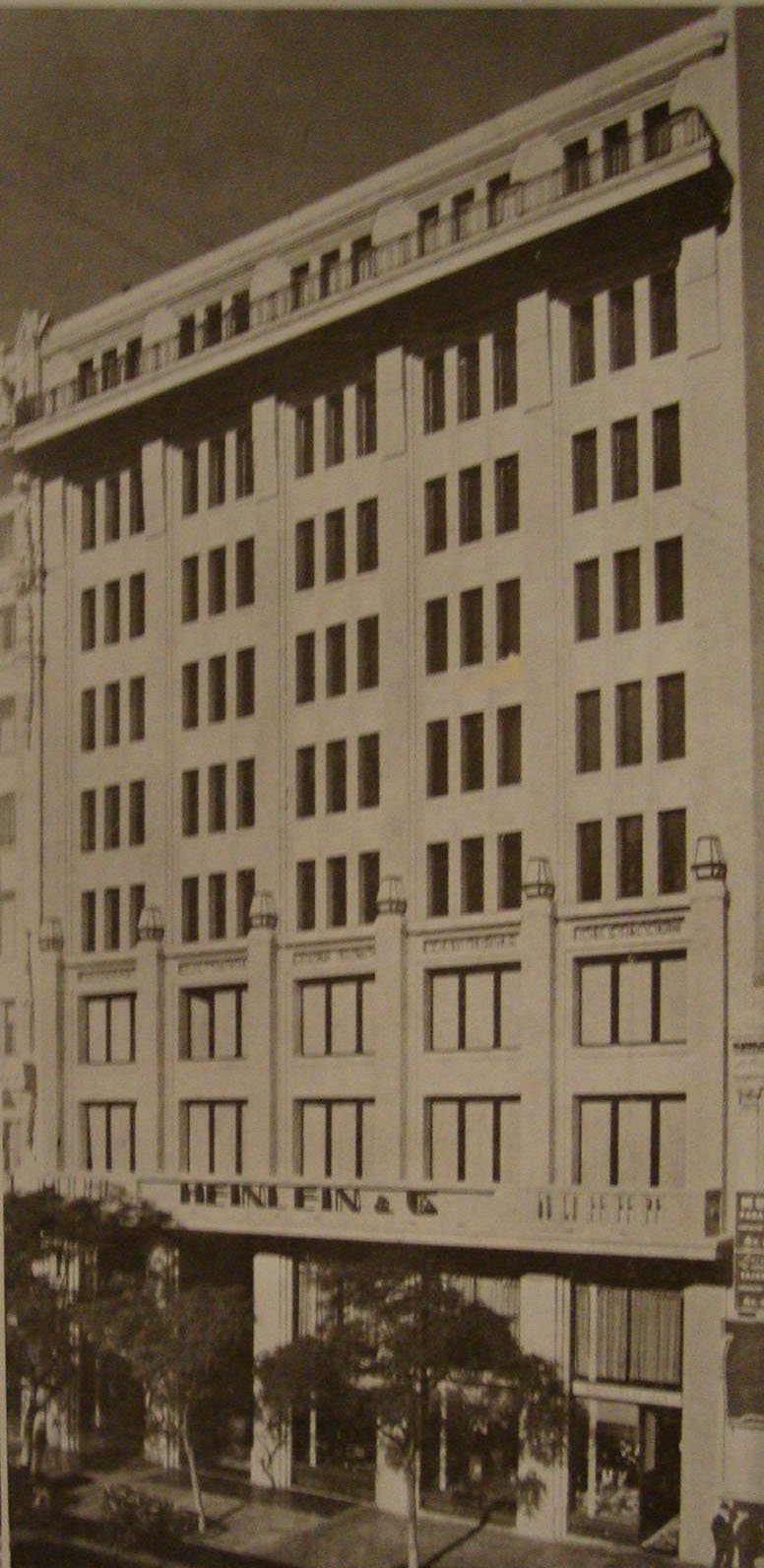
Edificio Heinlein y Cía.
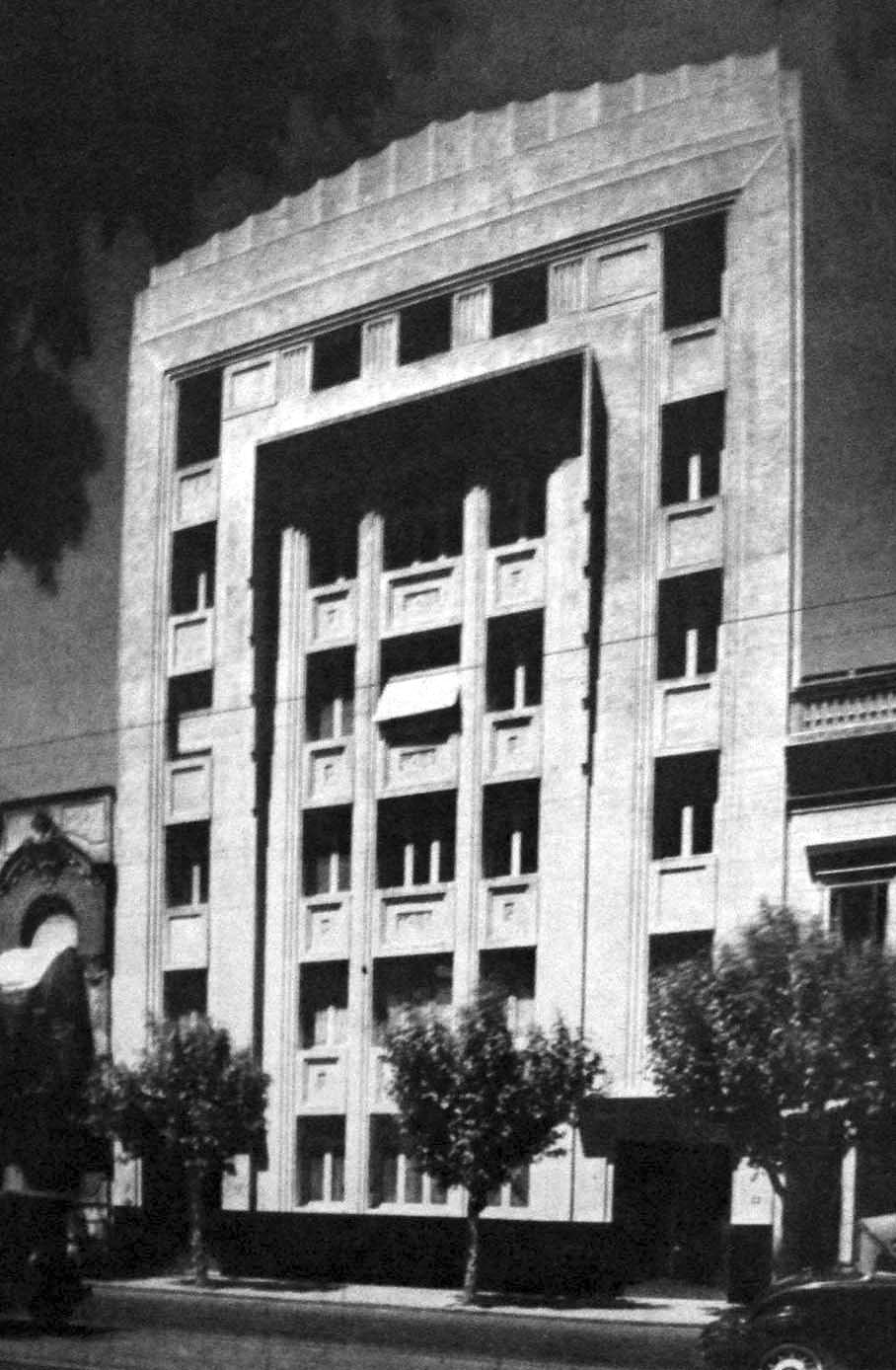
Sanatorio De Cusatis
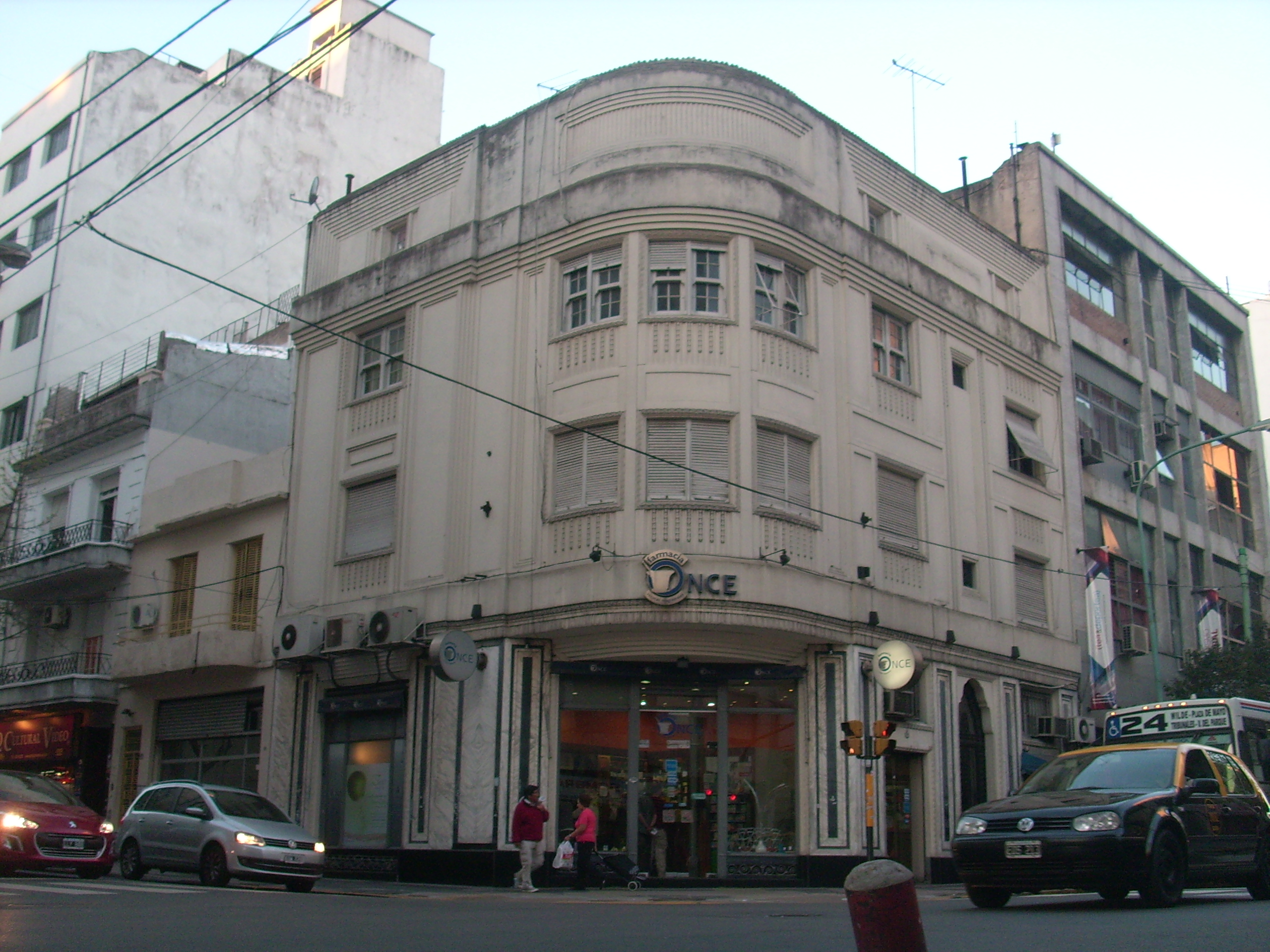
Edificio Lavalle 2089 (1923)